# Leopoldia
Leopoldia Parl., 1845 è un genere di piante  della famiglia delle Asparagacee, diffuse nel bacino del Mediterraneo.

## Descrizione
Sono piante bulbose perenni. I fiori di queste specie sono disposti a grappolo nella sommità del getto fiorale, dai colori molto vistosi.
Possono essere riconosciuti rispetto ai Muscari grazie alla forma dei fiori: mentre quelli fertili, alla base, sono tipicamente tubulari e molto simili, quelli apicali (sterili) si ergono con getti allungati. Inoltre le piante sono generalmente più alte.

## Tassonomia
Le specie di questo genere erano originariamente incluse nel genere Muscari.
Il genere comprende le seguenti specie:
- Leopoldia bicolor (Boiss.) Eig & Feinbrun
- Leopoldia caucasica (Griseb.) Losinsk.
- Leopoldia comosa (L.) Parl.
- Leopoldia cycladica (P.H.Davis & D.C.Stuart) Garbari
- Leopoldia eburnea Eig & Feinbrun
- Leopoldia ghouschtchiensis Jafari & Maassoumi
- Leopoldia gussonei Parl.
- Leopoldia longipes (Boiss.) Losinsk.
- Leopoldia maritima (Desf.) Parl.
- Leopoldia matritensis (Ruíz Rejón, Pascual, C.Ruíz Rejón, Valdés & J.L.Oliv.) Aymerich & L.Sáez
- Leopoldia neumannii Böhnert & Lobin
- Leopoldia spreitzenhoferi Heldr.
- Leopoldia tabriziana Jafari
- Leopoldia tenuiflora (Tausch) Heldr.
- Leopoldia tijtijensis Jafari
- Leopoldia weissii Freyn